# Gleichenia tenuis
Gleichenia tenuis là một loài dương xỉ trong họ Gleicheniaceae. Loài này được C. Presl mô tả khoa học đầu tiên năm 1825.
Danh pháp khoa học của loài này chưa được làm sáng tỏ. 